# Cantonul Saint-Étienne-du-Rouvray
Cantonul Saint-Étienne-du-Rouvray este un canton din arondismentul Rouen, departamentul Seine-Maritime, regiunea Haute-Normandie, Franța.

## Comune
- Oissel
- Saint-Étienne-du-Rouvray (parțial, reședință)